# Liparus glabrirostris
Espèce
Liparus glabrirostris, le Charançon des pétasites, est une espèce d'insectes coléoptères de la famille des Curculionidae, de la sous-famille des Molytinae.

## Description
Grand charançon (longueur jusqu'à 19 mm), à la face dorsale brun foncé parsemée de taches crème, ressemblant un peu à Hylobius abietis mais plus brillant, plus arrondi notamment à l'avant des élytres, aux fémurs dépourvus de dents.

## Biologie
Cette espèce vit parmi les plantes de milieux humides dont des apiacées (ombellifères) dans des régions de moyenne montagne.